# Простагландины
Простагланди́ны (Pg) — группа липидных физиологически активных веществ, образующиxся в организме ферментативным путём из некоторых незаменимых жирных кислот и содержащих 20-членную углеродную цепь. Простагландины являются медиаторами с выраженным физиологическим эффектом. Являются производными простановой кислоты. Простагландины вместе с тромбоксанами и простациклином образуют подкласс простаноидов, которые в свою очередь входят в класс эйкозаноидов.
Простагландины не являются медиаторами боли, однако они повышают чувствительность ноцицептивных рецепторов (сенсибилизируют их) к медиаторам боли, которыми являются гистамин и брадикинин. Нестероидные противовоспалительные средства, блокируя фермент циклооксигеназу (ЦОГ), снижают выработку простагландинов, препятствуя развитию воспалительного процесса либо понижая болевые ощущения.

## История
Впервые простагландин был выделен в 1935 году шведским физиологом Ульфом фон Эйлером из семенной жидкости, поэтому термин «простагландин» происходит от латинского названия предстательной железы (лат. glandula prostatica). Позже оказалось, что простагландины синтезируются во многих тканях и органах. В 1971 году Джон Вейн обнаружил, что аспирин является ингибитором синтеза простагландинов. За исследование простагландинов он и шведские биохимики Суне Бергстрём и Бенгт Самуэльсон получили в 1982 Нобелевскую премию по физиологии и медицине.

## Биохимия

### Биосинтез
Простагландины находятся практически во всех тканях и органах. Они являются аутокринными и паракринными липидными медиаторами, которые воздействуют на тромбоциты, эндотелий, матку, тучные клетки и другие клетки и органы. Простагландины синтезируются из незаменимых жирных кислот (НЖК).
| Жирная кислота                             | Тип НЖК | Тип   |
| Гамма-линоленовая кислота (GLA) через ДГЛК | ω-6     | Тип 1 |
| Арахидоновая кислота (AA)                  | ω-6     | Тип 2 |
| Эйкозапентаеновая кислота (ЭПК)            | ω-3     | Тип 3 |

Промежуточный продукт образуется под действием фосфолипазы A2, который затем преобразуется либо по циклооксигеназному, либо по липоксигеназному пути. Циклооксигеназный путь синтезирует тромбоксаны, простациклин и простагландины D, E и F. Липоксигеназный путь синтеза, который активен в лейкоцитах и макрофагах, образует лейкотриены.

### Секреция из клетки
Ранее считалось, что после синтеза простагландины выходят из клетки за счёт пассивной диффузии, так как они обладают значительной липофильностью. Однако, позже был обнаружен белок-переносчик простагландина (PGT, SLCO2A1), который опосредует клеточный захват простагландинов. Секреция же осуществляется другими белками: multidrug resistance protein 4 (MRP4, ABCC4) из семейства ATP-binding cassette transporter и, возможно, другими переносчиками, которые пока неизвестны.

#### Циклооксигеназы
Синтез простагландинов осуществляется в два этапа: окисление под действием циклоксигеназы и конечной простагландинсинтазы. Существует два типа циклооксигеназ: ЦОГ-1 и ЦОГ-2. Считается, что ЦОГ-1 определяет базальный уровень простагландинов, а ЦОГ-2 запускает синтез простагландинов при стимуляции (например, при воспалении).

#### Простагландин E-синтаза
Простагландин E2 (ПГE2) образуется простагландин E-синтазой из простагландина H2 (ПГH2). Обнаружено несколько простагландин E-синтаз. Считается, что микросомальная простагландин E-синтаза-1 является ключевой формой фермента, синтезирующего ПГE2.

## Функции
Сравнение различных типов простагландинов простациклина, простагландина E2 (динопростон) и простагландина F2α.
| Тип               | Рецептор | Функция |
| ----------------- | -------- | --- |
| Простациклин      | IP       | - вазодилатация - ингибирование агрегации тромбоцитов - бронходилатация |
| Простагландин E2  | EP1      | - бронхоконстрикция - сокращение гладкой мускулатуры ЖКТ |
| Простагландин E2  | EP2      | - бронходилатация - расслабление гладкой мускулатуры ЖКТ - вазодилатация |
| Простагландин E2  | EP3      | - снижение секреции кислоты желудком - повышение секреции слизи желудком - сокращение матки при беременности - сокращение гладкой мускулатуры ЖКТ - ингибирование липолиза - ↑ автономных нейтротрансмиттеров - ↑ ответа тромбоцитов к агонистам и тромбоза артерий in vivo |
| Простагландин E2  | ЕРО      | - гипералгезия - пирогенный эффект |
| Простагландин F2α | FP       | - сокращение матки - бронхоконстрикция |